# 게르자우
게르자우(독일어: Gersau)는 스위스 슈비츠주의 지자체이자 지역으로, 루체른 호수 기슭에 자리 잡고 있다. 게르자우는 수세기 동안 스위스 연방과 영구적인 동맹을 맺은 독립적인 소규모 국가였다.

## 역사
게르자우는 1064년 Gersouwe로 처음 언급되었다. 게르자우의 영지는 점차 합스부르크 왕가의 손에 넘어갔지만, 1333년에 오스트리아의 알브레히트 2세 공작과 오토 4세 공작이 다스리면서 게르자우에 대한 관할권과 권리는 루체른 귀족의 손에 넘어갔다. 1359년에 게르자우는 연방의 보호령으로서 구스위스 연방과 동맹을 맺었다. 1386년 7월 9일, 게르자우 시민들은 호헨촐러른의 루돌프 백작의 깃발이 점령된 젬파흐 전투에서 스위스와 처음으로 싸웠다.

### 게르자우 공화국
게르자우 공화국("altfrye Republik Gersau", 문자 그대로 근세 초기에는 "늙지 않은 게르자우 공화국"으로 불림)은 오늘날 스위스의 슈비츠주 지역에 있는 독립적인 작은 국가였다. 1390년 게르자우 마을의 주민들이 루체른의 집행관들의 지배에서 벗어나 스스로 권리를 행사하면서 만들어졌다. 1433년에 그들은 공식적으로 지기스문트 황제에 의해 신성 로마 제국의 직접적인 제국 자유 국가의 지위를 부여받았다. 그 후 게르자우는 3세기 반 이상 동안 내부 문제를 처리했다. 연방 내에서 공화국은 4개의 삼림주(루체른, 슈비츠, 우리, 운터발덴)의 보호와 후원을 받는 곳이었다.
1798년 프랑스의 침공으로 공화국은 함락되었고 헬베티 공화국 시대에 발트슈테텐주에 할당되었다. 나폴레옹 보나파르트가 선언한 중재 헌법은 마을을 슈비츠주에 붙였다. 나폴레옹의 통치가 끝난 후, 주민들은 1814년에 다시 게르자우 공화국을 선포했으며, 이는 오래된 우산 마을에 의해 인정되었다. 비엔나 의회와 1815년 연방 조약의 조항에 따라 슈비츠주는 리기의 남쪽 경사면과 루체른 호수의 북쪽 기슭 사이에 위치한 23.7k㎡의 공화국을 통합하기 위해 노력했다. 이것은 1817년 의회의 승인을 받아 이루어졌다. 1818년 1월 1일 공화국은 해산되었다. 그들의 지역은 오늘날 게르자우 지역을 형성한다.
게르자우는 1390년에 합스부르크 백작으로부터 690 페니 파운드에 자유를 구입했다. 포크타이의 운명과 지자체가 연맹에 서약했는지 여부는 루체른 사람 요한, 페터 및 아그네스 폰 무스의 손에 달려있었다. 결과적으로 관할권, 포크타이 및 세금 권리는 게르자우의 궁정에게 돌아가서 다른 권력에 저당되지 않고 자유로운 지자체를 허용했다. 1433년 바젤에서 게르자우는 지기스문트 황제로부터 고대의 자유, 권리 및 특권을 승인받았고, 그리하여 24k㎡의 면적을 가진 신성 로마 황제의 직접적인 보호 아래 라이히준미텔바르 지자체가 되었다.
프랑스 혁명 전쟁 동안 게르자우는 헬베티아 공화국에 합병되었고 발트슈테텐주의 지역이 되었다. 중재법과 헬베티아 공화국의 붕괴 이후 게르자우는 1814년까지 슈비츠주의 한 구역이 되었으며, 1745년 시청사를 중심으로 Schwyzer의 승인을 받아 독립을 되찾았다. 박물관).
1817년에 타크자충은 비엔나 회의와 연방 조약의 첫 번째 조항에 근거하여 게르자우가 다음 해에 발효된 슈비츠주와 통합되어야 한다고 결정했다. 다음 해에 시행되어 슈비츠주의 여섯 번째이자 마지막 구가 되었다.

## 지리
게르자우는 독립적인 위치에 있으며 리기산의 남쪽 면의 바람이 잘 통하는 햇볕이 잘 드는 움푹 들어간 곳에 자리잡고 있다. 게르자우는 북쪽의 리기-호흐플루 및 게르자워슈토크 봉우리에 의해 시원한 바람으로부터 보호되고 바람은 남쪽의 루체른호수에 의해 더욱 완화된다. 이것은 유럽밤나무가 번성하는 온화한 기후를 만들어 내고, 그 결과 게르자우는 지역에서 루체른 호수의 리비에라로 알려져 있다.
게르자우의 면적은 2006년 기준으로 14.4k㎡이다. 이 면적 중 40.3%는 농업용으로 사용되며 52.4%는 산림이다. 나머지 토지 중 5.7%는 정착지(건물 또는 도로)이고 나머지(1.7%)는 비생산적(강, 빙하 또는 산)이다.
19세기 중반까지 게르자우는 물 또는 라우에르츠에서 게틀리 고개를 통해서만 도달할 수 있었다. 1817년 이래로 게르자우 지역의 유일한 시정촌이 되었다.
베켄리트-게르자우 자동차 페리는 루체른 호수 맞은편에 있는 베켄리트와 게르자우를 연결한다.

## 인구통계
| 년도 | 인구      |
| ---- | --------- |
| 1774 | ca. 1,000 |
| 1850 | 1,585     |
| 1870 | 2,270     |
| 1880 | 1,775     |
| 1900 | 1,887     |
| 1910 | 2,263     |
| 1950 | 1,890     |
| 1960 | 1,754     |
| 1970 | 1,753     |
| 1980 | 1,813     |
| 1985 | 1,801     |
| 1990 | 1,851     |
| 2000 | 1,965     |
| 2005 | 1,972     |
| 2007 | 1,970     |

2020년 12월 31일 기준, 게르자우의 인구는 2,364명이다. 2007년 기준으로 전체 인구의 17.7%가 외국인이다. 지난 10년 동안 인구는 -0.1%의 비율로 감소했다. 2000년 기준, 인구 대부분은 독일어(90.6%)를 사용하며, 세르보-크로아티아어가 두 번째로 많이 사용(2.0%)하고, 이탈리아어가 세 번째(1.7%)이다.
2000년 기준으로 인구의 성별 분포는 남성 50.5%, 여성 49.5%였다. 2008년 현재 게르자우의 연령 분포는 다음과 같다. 464명(인구의 24.0%)은 0~19세이다. 481명(24.9%)은 20~39세, 657명(34.0%)은 40~64세이다. 고령자 분포는 180명(9.3%)이 65~74세이다. 70~79세는 105명(5.4%), 80세 이상은 47명(2.43%)이다.
2000년 현재 799가구 중 258가구(약 32.3%)가 1인 가구이다. 41가구(약 5.1%)는 5인 이상의 대가족이다.
2007년 선거에서 가장 인기 있는 정당은 39.5%의 득표율을 기록한 SVP였다. 다음으로 가장 인기 있는 세 정당은 CVP (28.9%), FDP (14.9%), SPS (12.5%)였다.
전체 스위스 인구는 일반적으로 교육 수준이 높다. 게르자우에서는 인구의 약 66.8%(25-64세)가 비필수 고등교육 또는 추가 고등교육(대학 또는 응용학문대학)을 완료했다.
2000년 인구 조사에 따르면 1,494명(77.2%)이 로마 가톨릭 신자이고, 132명(6.8%)이 스위스 개혁 교회에 속해 있다. 나머지 인구 중 정교회에 속해 있는 사람은 69명(인구의 약 3.57%)이고, 다른 기독교 교회에 속해 있는 사람은 5명 미만이다. 유대인은 5명 미만이고, 이슬람교는 60명(약 3.10%)이다. 다른 교회에 속해 있는 18명의 개인(약 0.93%)이 있으며(인구 조사에 나열되지 않음), 90명(약 4.65%)이 어떤 교회에도 속하지 않고, 불가지론 또는 무신론자이며, 67명의 개인(약 3.46%)가 질문에 대답하지 않았다.

## 국가중요문화재

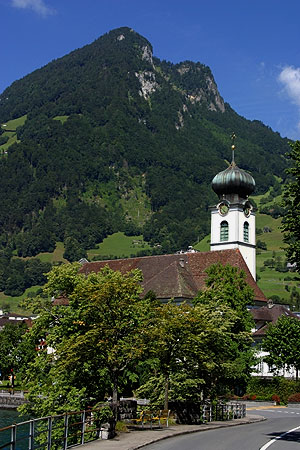
성 마르첼루스 교구 교회

성 마르젤루스 교구 교회는 국가적으로 중요한 스위스 문화 유산으로 등재되어 있다. 게르자우 마을 전체가 스위스 유산 목록의 일부이다.

## 경제
역사적으로 비단 직조와 목공이 주된 산업이었다. 그러나 오늘날 관광은 주요 경제 부문이 되었다. 게르자우는 1860년 이래로 많은 호텔과 게스트 하우스가 있는 잘 알려진 건강 및 휴가 휴양지였다.
게르자우의 실업률은 1.62%이다. 2005년 기준으로 1차 경제 부문에 105명이 고용되어 있으며, 이 부문에 약 43개 기업이 참여하고 있다. 129명이 2차 부문에 고용되어 있고, 이 부문에 25개의 기업이 있다. 350명이 3차 부문에 고용되어 있으며, 이 부문에는 71개의 기업이 있다.

## 요리
게르자우의 특선 요리로 짠 치즈 케이크와 Rahmschinken이라는 디저트가 있다.